# Amphibolia
Amphibolia ist eine Pflanzengattung aus der Familie der Mittagsblumengewächse (Aizoaceae). Der botanischen Name der Gattung leitet sich vom griechischen Wort amphibolia für ‚Zweifel‘ ab.

## Beschreibung
Die Arten der Gattung Amphibolia wachsen als niedriger Strauch von bis zu 40 Zentimeter  Höhe und bis zu 70 Zentimeter Durchmesser. Manchmal werden die Sträucher höher und nicht ganz so breit. Die Internodien sind weiß bis gelblich oder gräulich, ihre Laubblätter keulenförmig bis dreieckig. Ihre Epidermis ist glatt, die Spaltöffnungen sind kaum eingesenkt. Die ziemlich dünne äußere Epidermiswand enthält eine dünne Schicht Kristallsand.
Pro Zyme sind ein bis drei Blüten vorhanden, die sich an kurzen, brakteentragenden Blütenstielen befinden. Die filamentösen Staminodien sind an ihrer Spitze häufig dunkel purpurfarben und umgeben die Staubblätter in einem deutlichen, unterbrochenen Kegel. Die Narben sind kurz. Das Nektarium bildet einen lophomorphen Ring.
Die fünffächrigen, selten sechfächrigen, Früchte sind an ihrer Basis trichterförmig und verbleiben an der Pflanze. Ihre rechteckigen Klappenflügel sind sehr breit. Sie enthalten kahle und fast rundliche Samen.

## Systematik und Verbreitung
Das Verbreitungsgebiet der Gattung Amphibolia erstreckt sich von Lüderitz im Süden Namibias über die Distrikte entlang der Westküste von Südafrika bis nach Kapstadt. Die Arten wachsen in Sand, Kies und auf Gestein in Gebieten mit Winterniederschlagsmengen von unter 100 bis zu 300 Millimeter jährlich. Zusätzlich trägt Nebel vom Meer zum Niederschlag bei.
Die Erstbeschreibung der Gattung durch Hans Herre wurde 1971 veröffentlicht. Die Gattung Amphibolia umfasst folgende Arten:
- Amphibolia laevis (Aiton) H.E.K.Hartmann
- Amphibolia obscura H.E.K.Hartmann
- Amphibolia rupis-arcuatae (Dinter) H.E.K.Hartmann
- Amphibolia saginata (L.Bolus) H.E.K.Hartmann
- Amphibolia succulenta (L.Bolus) H.E.K.Hartmann

## Nachweise

## Weiterführende Literatur
- Louisa Bolus: Notes on Mesembryanthemum and allied genera. In: Journal of South African Botany. Band 31, 1965, S. 169–174.
- H. R. Tölken, J. P. Jessop: Mesembryanthemaceae. Nomenclature of the genus Amphibolia. In: Bothalia. Band 12, 1976, S. 64. (PDF)
- Heidrun E. K. Hartmann, M. Dehn: A reexamination of the genus Amphibolia. In: Bothalia. Band 19, Nr. 2, 1989, S. 179–182. (PDF)
- Heidrun E. K. Hartmann: Miscellaneous taxonomic notes on Aizoaceae. In: Bradleya. Band 14, 1996, S. 29–56.